# 约瑟夫·菲利普·武卡索维奇
约瑟夫·菲利普·武卡索维奇男爵（1755年—1809年8月9日）是一名克罗地亚将军，他加入了哈布斯堡王朝的军队，并与奥斯曼帝国和法兰西第一共和国作战。在法国大革命战争期间，他在1796－1797年于意大利对抗拿破仑·波拿巴的战役中指挥了一个步兵旅。武卡索维奇在拿破仑战争期间率领一个师，并在战斗中受了致命伤。
在克罗地亚军事边境的格伦茨步兵中服役期间，武卡索维奇因在与奥斯曼人的战斗中的出色表现而获得了令人垂涎的军事奖。但他仍然领导着他的格伦茨步兵，在意大利与法国人作战。1796年初，他晋升上校，受命指挥一个步兵旅。晋升将军后，武卡索维奇参加了当年意大利的几乎每场战斗，包括所有四次奥地利试图解除曼图亚围城战的企图。1799年，他率领军队在意大利成功对抗法国。第二年，他再次率领军队对抗拿破仑。
1805年，武卡索维奇被任命为一个步兵师的师长，但很快就因未能阻止法国的进攻而被解职。1809年，他领导了一个步兵师入侵巴伐利亚。4月，他在雷根斯堡附近的几次行动中表现出色。7月，他在率领部队时于瓦格拉姆战役中身负重伤。在奥地利将军中，他表现出高于平均水平的主动性和技巧，尤其是在1796年和1809年的战斗中。武卡索维奇还是一个奥地利步兵团的荣誉指挥官。

## 早年生涯
武卡索维奇生于1755年。他的父亲是佩塔尔·武卡索维奇少校，克罗地亚军事边境的第四格伦茨步兵连的指挥官。他的母亲安娜也是来自格伦茨步兵的一个军官家庭。他的出生地在今天的克罗地亚，最初是哈布斯堡王朝内克罗地亚王国名义上的一部分，但后来作为更大的军事边境的一部分在帝国的直接统治下。1783年，克罗地亚军事边境被置于克罗地亚总司令部的统一控制之下。

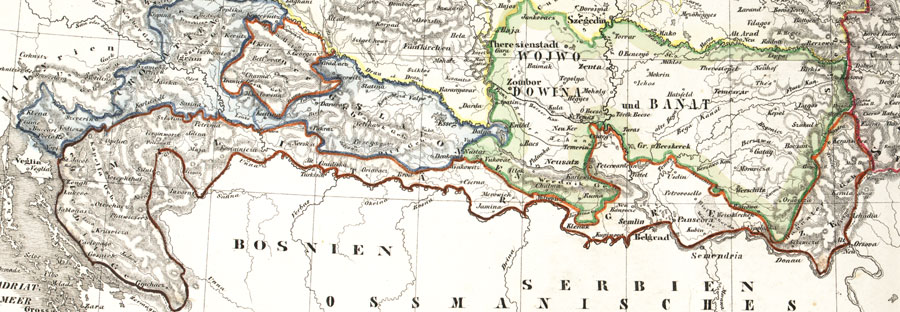
19世纪中叶的克罗地亚军事边境

武卡索维奇于1771年毕业于位于维也纳新城城堡的特蕾西亚军事学院，他于1775年加入了格伦茨步兵团。1780年晋升中尉时，武卡索维奇在黑山服役。
奥地利人计划从黑山内部开始起义，以解放巴尔干半岛，而武卡索维奇和路德维格·佩内特是争取黑山酋长代表团的一部分。
到1787年，他晋升上尉。在奥土战争期间，武卡索维奇表现出色，于1788年11月15日获得玛丽亚·特蕾莎勋章。1788年12月，他被任命为贵族。1789年，武卡索维奇组建了一支自由军团，很快就达到了12个步兵连和4个骠骑兵中队，共有3,000人。奥土战争期间，武卡索维奇担任自由军团的代理指挥官，军衔为少校，随后晋升为中校。1790年，他参加了采廷格勒战役和其他一些从奥斯曼帝国手中夺回克罗地亚领土边界地区的战役，包括富尔扬、拉帕克、博里切瓦茨和斯尔布。
武卡索维奇与约翰娜·冯·柯雷斯菲尔德结婚。他的妻子比他年轻24岁。夫妻有四个孩子。

## 法国大革命战争

### 第一次反法同盟
武卡索维奇在第一次反法同盟期间在意大利作战，1794年晋升上校 。在1795年11月的洛阿诺战役中，他和他的部队在一座修道院中进行了严密的防御。在1796年4月的蒙特诺特战役期间，他指挥了约翰·博利厄麾下奥地利军队的一个旅。4月10日，他带领奥地利先锋队在热那亚附近袭击让-巴蒂斯特·切尔沃尼的旅。

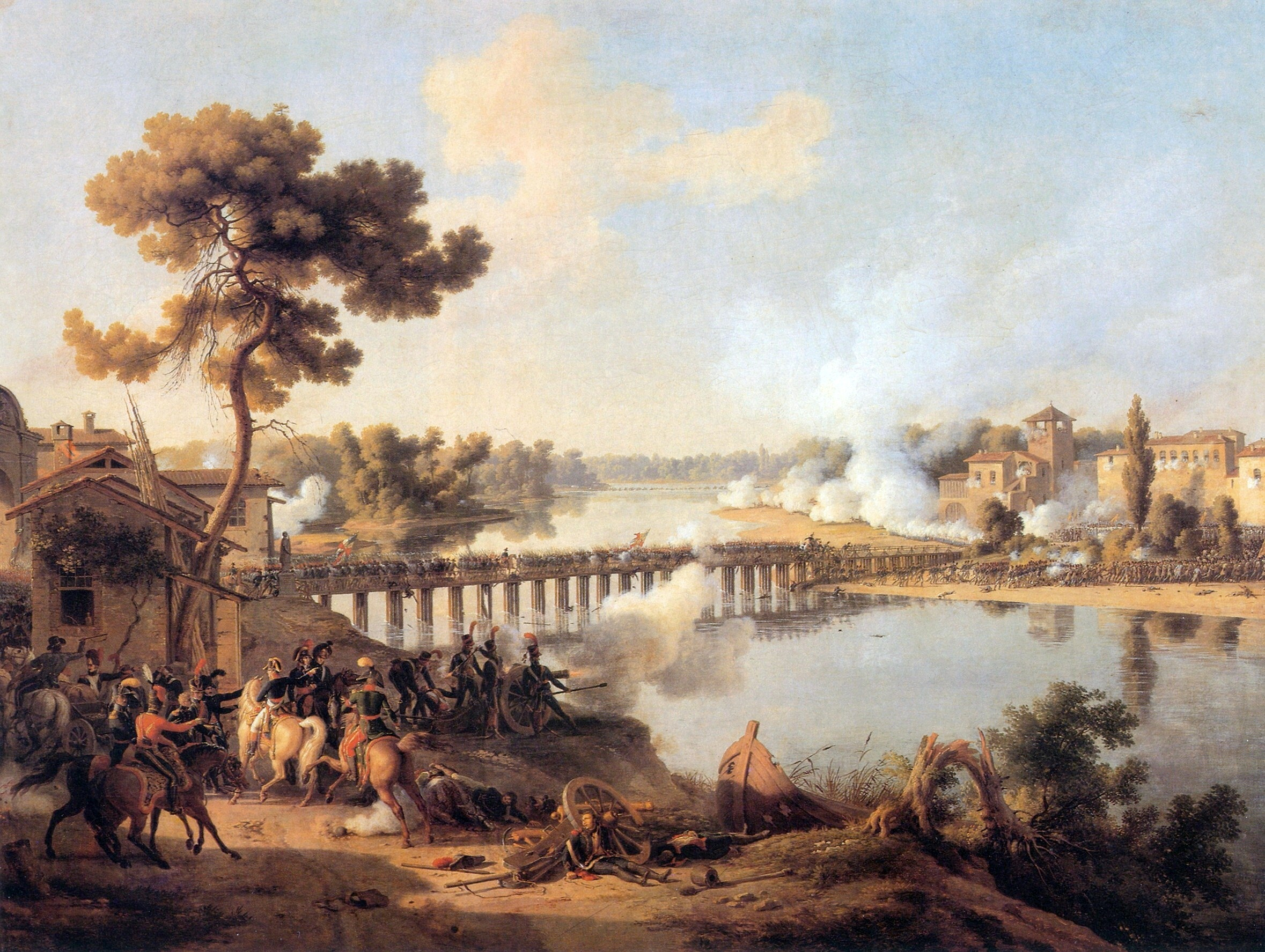
武卡索维奇在洛迪战役中率领奥军后卫

4月12日，拿破仑在蒙特诺特之战中击败了欧仁-纪尧姆·阿让多的奥地利军队。次日，武卡索维奇率自己的旅前往萨塞洛与阿让多的右翼建立联系，但由于命令写得不好，他迟到了一天，错过了11月14日的第二次德戈战役。第二天，他带领他的3,500名士兵从萨塞罗前往德戈。幸运的是，武卡索维奇抓住了安德烈·马塞纳的一个旅并将他们击溃。当拿破仑和马塞纳带着大量增援出现时，武卡索维奇聪明地抓住了这次成功所提供的机会，迅速将村庄置于防御状态。在与法国人进行了一场硬仗之后，武卡索维奇才从镇上撤了出去。
1796年5月2日，武卡索维奇被任命为准将。他很快在5月10日参加了洛迪战役。在洛迪，他率领一支由一个步兵团中的两个营组成的后卫。在奥军开始撤退时，他的部队被派往第一道防线。但在持续的炮火和散兵和精锐部队的正面攻击下，奥地利人被击败了。法国人在此战后错误地声称在战斗中击毙了武卡索维奇。他在5月30日的博尔盖托战役和曼图亚围城战期间指挥了一个2,400人的旅。8月1日解围后，他率领守军2,000人在卡斯蒂廖内战役前增援主力部队。在第二次尝试解除曼图亚围城战时，他加入了保罗·戴维多维奇的蒂罗尔军团。他在9月4日发生的罗韦雷托战役前一天晚上跌倒时受了重伤。尽管如此，他还是在白天的战斗中率领他的旅。他的部队勇敢地试图阻止马塞纳的前进，但他们最终被法军击溃。
在第三次尝试解救曼图亚时，武卡索维奇加入了蒂罗尔军团于11月2日在森布拉的胜利和11月6日至7日的卡利亚诺战役。17日，他的部队奋力冲出阿迪杰河峡谷，与约瑟夫·奥克斯凯·冯·奥奇斯科在高地的纵队汇合。他们一起在里沃利委罗内塞击溃了法国人。拿破仑在阿尔科尔战役中获胜后，法军指挥官将蒂罗尔军团赶回了特伦托。在第四次尝试解救曼图亚时，约瑟夫·阿尔文齐指挥武卡索维奇率领他的第6纵队沿着阿迪杰河东岸下行。这支奥军部队的炮兵支援了罗伊斯普劳恩王子海因里希十五世在河西岸的进攻，但他对里沃利战役的灾难性结果几乎没有其他影响，因为他的部队在河的错误一侧，并没有参战。

### 第二次反法同盟
在第二次反法同盟期间，武卡索维奇在意大利服役。当法国人被奥地利人和亚历山大·苏沃洛夫击退时，彼得·巴格拉季昂在1799年4月21日决定性地占领了布雷西亚。布雷西亚的损失迫使谢勒将军进一步撤退。指挥法国军队的将军被莫罗取代，并在阿达河采取了新的防御措施。武卡索维奇在布里维奥过河的举动使法军感到吃惊，而奥特将军则在特雷佐过河。1799年4月28日，武卡索维奇将让·塞律尼埃和3,000名法国军队困在韦尔德里奥。经过一场“激战”后，塞鲁里埃和他的2,700名幸存士兵放下了武器。武卡索维奇随后率领军队的先遣部队攻占了意大利西北部的许多城镇。1799年7月，他成为新成立的第48步兵团的名誉指挥官，他将一直担任这一职务，直到他去世。
武卡索维奇于1799年10月晋升中将并参加了1800年的意大利战役。当拿破仑通过大圣伯纳德山口入侵意大利时，他在马焦雷湖和科莫湖地区指挥了一个师。5月25日，当法国将军的护送出现时，武卡索维奇的一支骑兵巡逻队在被法军俘虏之前短暂地俘虏了拿破仑。法军突如其来的攻势将武卡索维奇的部队赶出了米兰。在一个法国军团的追击下，他带着剩下的4,000人撤退到布雷西亚和克雷莫纳，错过了马伦哥战役。

## 拿破仑战争

### 1805年

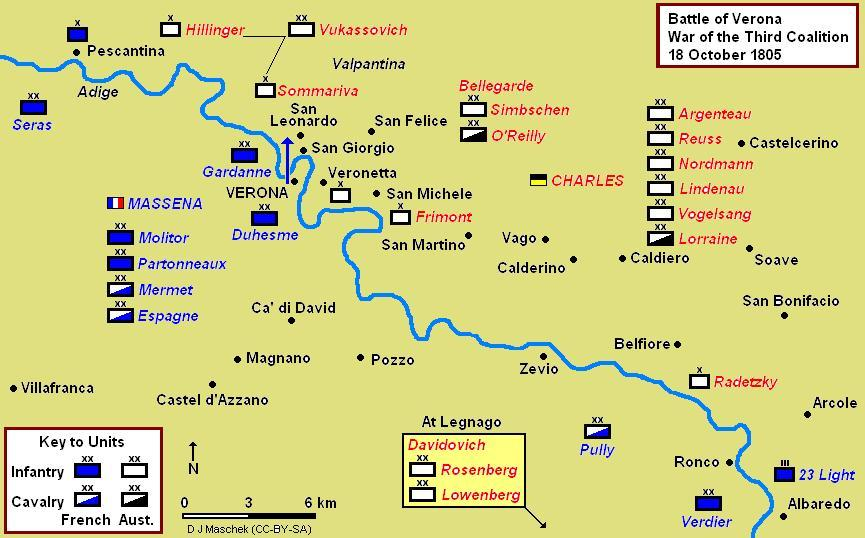
1805年10月18日的维罗纳战役

在第三次反法同盟期间，武卡索维奇率领卡尔大公军团的一个师。他的师由14个线列步兵和格伦茨营外加4个骑兵中队组成。他的任务是守卫维罗纳对面的阿迪杰河东岸，并与蒂罗尔州的约翰·冯·希勒军团保持联系，他用两个营驻扎在圣乔治郊区，同时将六个营驻扎在更远的山上。他的其余部队注视着更北的河流。
在1805年10月18日的维罗纳战役中，安德烈·马塞纳在两个步兵师的支持下，率领他的军队的轻装连在维罗纳西侧的河流上突袭。法国人冲过斯卡利杰罗桥并迅速占领了圣乔治，但武卡索维奇投入了更多的步兵和骑兵争夺高地，这场斗争持续了一天的大部分时间。在佩斯坎蒂纳的法军转移占据了他的右翼旅，使其远离战斗。与此同时，法军在阿尔巴雷多的袭击让卡尔误以为这是主要攻击。直到一天结束时，海因里希·冯·贝勒加德伯爵才带着增援出现，但阻止马塞纳在城北的山丘上建立桥头堡已经为时已晚。大公认为武卡索维奇控制河岸的部队太少，将他解职，并任命罗森伯格-奥尔西尼的弗朗茨·塞拉夫王子接替他的职务。在维罗纳，奥地利人伤亡1,622人，损失了四门大炮，而法国人只损失了大约450人。

### 1809年
在第五次反法同盟爆发时，武卡索维奇在卡尔大公的巴伐利亚军团中指挥第三轻步兵师。他的两个旅由莫里茨·列支敦士登和约瑟夫·普凡泽尔特领导，此外还有两个骠骑兵团和22门火炮。

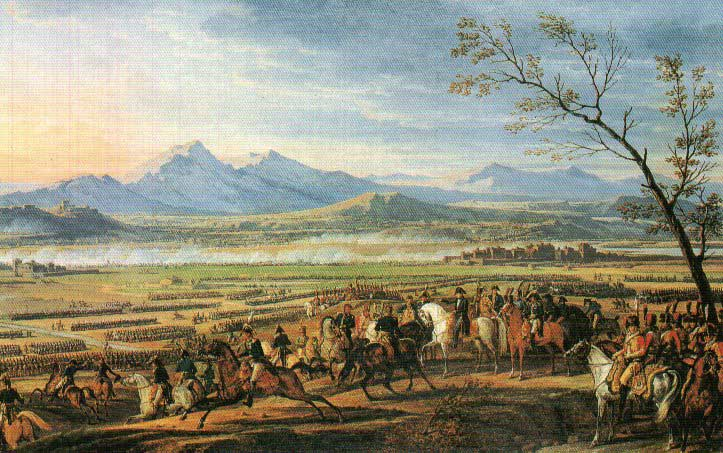
瓦格拉姆之战

在托伊根-豪森之战前夕，武卡索维奇在向卡尔大公提供巴伐利亚和法国军队动向的信息方面发挥了重要作用，其中包括勒费弗尔元帅和达武元帅之间的通信。1809年4月19日，他在托伊根-豪森战役中率领弗里德里希·霍亨索伦亲王的先遣部队，将法军先遣部队赶出豪森并占领了一个制高点。当路易·达武元帅发动进攻时，他与他的部队和抵达的增援部队进行了严密的防御。武卡索维奇在行动中受了伤，但他继续率领他的部队参加了一场出色的战斗。4月21日，他的部队与巴伐利亚部队进行了一次后卫行动。当卡尔准备在4月22日早上粉碎达武的军团时，武卡索维奇的部队形成了奥军主力的最左翼。他的部队给卡尔带来了第一个消息，即拿破仑即将袭击奥地利的左翼。在当天的埃克米尔战役中，武卡索维奇巧妙地进行了防御，将法国人和符腾堡人挡住了足够长的时间，让罗森伯格亲王的第四军团得以进行部署。
武卡索维奇错过了阿斯珀恩-埃斯灵战役，但参与了5月17日约翰·科洛拉特在林茨附近切断拿破仑补给线的失败尝试。在瓦格拉姆战役中，武卡索维奇领导了重组后的第三军团中的两个师之一。7月6日，即战斗的第二天，他在防御雅克·麦克唐纳的进攻时受了致命伤。武卡索维奇最终于1809年8月9日在维也纳因伤去世。他是在瓦格拉姆阵亡或受重伤的四名奥地利将军之一。

## 交通发展
武卡索维奇在当今亚得里亚海沿岸的克罗地亚沿海地区发展交通基础设施方面发挥了重要作用。他在该领域最重要的贡献是根据他的设计修建的道路。第一条是戈斯皮奇–卡尔卢巴格公路，于1784年至1786之间完成。武卡索维奇设计的另一条主要路线是卡尔洛瓦茨和里耶卡之间的公路，其分支服务于巴卡尔。这条路建于1803年至1811年之间。

## 引注
1. 1 2  Ljubović 2006，第71頁.
2. ↑  Horvat, p. 22, 29
3. 1 2 3  Hollins (2004), p. 29.
4. ↑  Fine, pp. 370–471.
5. ↑  Stanojević, Gligor; Vasić, Milan. . Titograd: Redakcija za istoriju Crne Gore. 1975: 434–435. OCLC 799489791.
6. 1 2 3  Hollins (2004), p. 30.
7. 1 2 3 4  Kudrna, Leopold; Smith, Digby. . The Napoleon Series.   [2022-04-02]. （原始内容存档于2017-11-11）.
8. ↑  Ljubović 2006，第73頁.
9. ↑  Boycott-Brown, p. 197.
10. ↑  Fiebeger, p. 6.
11. ↑  Chandler, p. 73.
12. ↑  Boycott-Brown, pp. 311–314.
13. ↑  Boycott-Brown, p. 315.
14. ↑  Boycott-Brown, p. 333.
15. ↑  Boycott-Brown, p. 364.
16. ↑  Boycott-Brown, p. 391.
17. ↑  Boycott-Brown, pp. 423–425.
18. ↑  Boycott-Brown, p. 471.
19. ↑  Chandler, p. 112.
20. ↑  Boycott-Brown, p. 492.
21. ↑  Boycott-Brown, p. 511.
22. ↑  Rothenberg, p.58
23. ↑  Rose, p. 504
24. ↑  Tucker, p. 1241
25. ↑  Wilkes, p. 836
26. ↑  Sir Alison, p. 118
27. ↑  Smith, p. 153.
28. ↑  Millar, Stephen. . napoleon-series.org.   [2011-03-13]. （原始内容存档于2017-07-20）.
29. ↑  Arnold Marengo, pp. 102–103. map
30. ↑  Arnold Marengo, p. 96.
31. ↑  Arnold Marengo, p. 109., pp. 112–113. map
32. ↑  Schneid, p. 164.
33. ↑  Schneid, pp. 23–24.
34. 1 2  Schneid, pp. 27–28.
35. ↑  Kagan, p. 522.
36. ↑  Smith, p. 206.
37. ↑  Bowden, p. 68.
38. ↑  Petre, p. 108
39. ↑  Arnold Crisis, pp. 85–86.
40. ↑  Arnold Crisis, p. 93.
41. ↑  Arnold Crisis, pp. 127–130.
42. ↑  Arnold Crisis, pp. 151–152.
43. ↑  Arnold Crisis, p. 155.
44. ↑  Arnold Crisis, p. 164.
45. ↑  Smith, pp. 305–306.
46. ↑  Bowden, p. 164.
47. ↑  Arnold Conquers, p. 157.
48. ↑  Smith, p. 322.
49. ↑   [Decision on categorization of public roads as state roads, county roads and local roads]. Narodne Novine. February 17, 2010  [September 6, 2010]. （原始内容存档于2014-10-06） （克罗地亚语）.